# Le Terrible (Schiff)
Die Le Terrible (auf Deutsch: „Der Schreckliche“) war ein Großzerstörer (franz. Contre-Torpilleurs) der Le-Fantasque-Klasse der französischen Marine. Sie überstand den Krieg und wurde erst am 29. Juni 1962 aus der Flottenliste gestrichen und ein Jahr später abgebrochen.

## Maschinenanlage
Die Antriebsanlage der Le Terrible bestand aus vier Wasserrohrkesseln und zwei Parsons-Turbinen. Diese trieben über zwei Antriebswellen die beiden Schrauben an. Die Maschinen leisteten 74.000 WPS. Damit konnte eine Geschwindigkeit von 37 kn (etwa 67 km/h) erreicht werden.
Bei einer Erprobungsfahrt erreichte die Le Terrible eine Geschwindigkeit von 45.02 kn (83,38 km/h) und setzte so einen neuen Geschwindigkeitsrekord für Schiffe mit konventionell gebautem Schiffsrumpf.

## Bewaffnung
Die Hauptartillerie der Le Terrible bestand aus fünf 13,86-cm-Geschützen L/40 des Modells 1929 in Einzelaufstellung. Diese Kanone konnte eine 40,4 Kilogramm schwere Granate über eine maximale Distanz von 19.000 m feuern. Als Flugabwehrbewaffnung verfügte die Le Terrible bei Indienststellung über vier 3,7-cm-Flugabwehrkanonen (L/60) des Modells 1925 in Einzelaufstellung und vier Maschinengewehre 13,2 mm/76 Hotchkiss M1929 in Doppelaufstellung. Als Torpedobewaffnung verfügte der Zerstörer über neun Torpedorohre in drei Dreiergruppen für den Torpedo 23DT Toulon. Zur U-Boot-Abwehr besaß die Le Terrible zwei Wasserbombenwerfer am Heck und konnte maximal 40 Seeminen aufnehmen.

## Klassifizierung
Die Le Terrible wurde als Großzerstörer gebaut und klassifiziert. Aufgrund ihrer Größe und vor allem ihrer Geschwindigkeit wurde sie, wie alle Schiffe der Le-Fantasque-Klasse, am 28. November 1943 als Leichter Kreuzer neu eingestuft. In 1951 erfolgte für das Schiff die Reklassifizierung zum Schnellen Geleitzerstörer 1. Klasse (frz. destroyer-escorteurs de 1re classe). Die Le Terrible diente so klassifiziert als Eskorte für französische Flugzeugträger. 1953 erfolgte eine erneute Reklassifizierung zur Schnellen Eskorte (frz. escorteur rapide).

## Verbleib
Die Le Terrible erreichte am 28. August 1954 Brest und wurde ab dem 1. September 1954 als stationäres Schulschiff für die École navale genutzt. Am 1. Dezember 1956 wurde sie in die Reserve versetzt und am 29. Juni 1962 aus der Flottenliste gestrichen. Die Le Terrible wurde 1963 abgebrochen.